# 李维·斯特劳斯
李維·史特勞斯（Levi Strauss /ˌliːvaɪ ˈstraʊs/，出生名是Löb Strauß 德語：[løːp ˈʃtʁaʊs]；1829年2月26日—1902年9月26日）是一位美籍德國猶太人，1853年在美國舊金山創立了牛仔褲生產公司李维斯。

## 生平

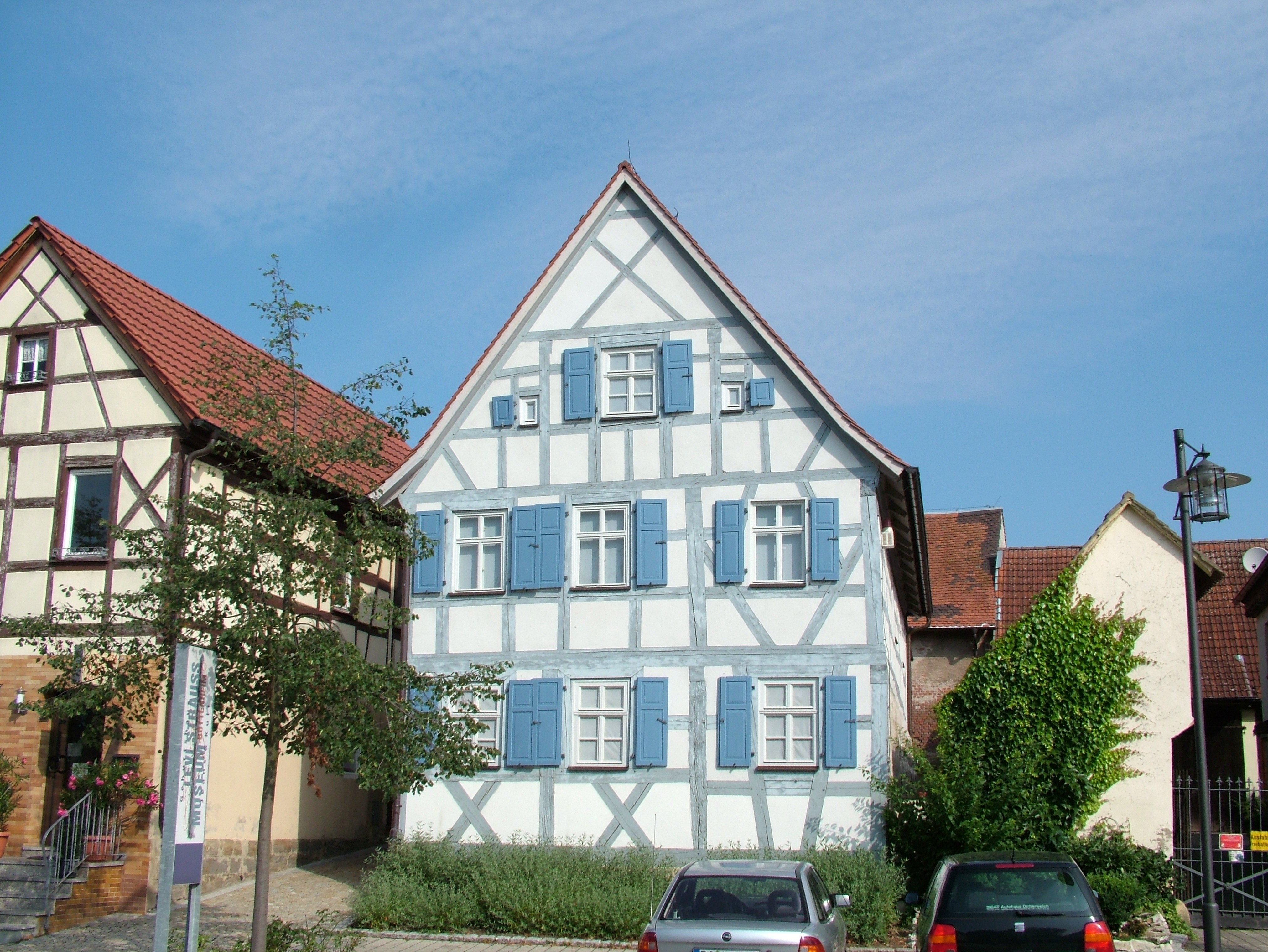
李維·斯特勞斯的出生地

1829年2月26日，李維·斯特勞斯出生於巴伐利亞王國布滕海姆的一個猶太人家庭。他是其父赫希·斯特勞斯（Hirsch Strauss）和第二任妻子麗貝卡·斯特勞斯（Rebecca Strauss）之子。18歲時他同母親及兩個姐妹一起前往美國與他的两个哥哥喬納斯和路易斯見面，後者在紐約市開了一家叫做J·斯特勞斯兄弟（J. Strauss Brother & Co）的布匹批發店。
李維·斯特勞斯的姐妹芬妮和她的丈夫大衛·斯特恩（David Stern）搬到聖路易斯居住，而斯特勞斯本人則選擇住在肯塔基州路易維爾并在該州經營他兄弟的布匹生意。1853年1月，李維·路易斯成為美國公民。
因為加利福尼亞淘金潮的出現，兄弟幾人決定在美國西海岸的舊金山開設布匹店分店。李維·斯特勞斯決定自己前往，並於1853年3月抵達舊金山。
斯特勞斯的布匹店起名為Levi Strauss & Co.，從紐約的布匹店那裡進口衣服、床上用品、梳子、錢包和手絹等產品。此時他與芬妮的家庭一起生活。
雅各布·W·戴維斯是斯特勞斯的一名客戶，他發明了世界上第一條鉚釘粗布斜紋褲，這就是後來李維·斯特勞斯店裡出品的藍色牛仔褲。二人在1873年為這種新式褲子申請了專利。

## 逝世
1902年9月26日，李維·斯特勞斯在舊金山去世。一生中從未結婚，因而財產也交給了芬妮家的四個外甥雅各布、西格蒙德、路易斯和亞伯拉罕·斯特恩。他還將遺產的一部分贈給了數家慈善機構，當時其資產估計有六百萬美元（合今$211,292,308）。他的遺體埋葬在加利福尼亞州科爾馬。

## 遺產
德國布滕海姆有一個李維·斯特劳斯博物館，即坐落在其生前居所。在舊金山的Levi Strauss & Co.總部有一個遊客中心也展出著他的遺物。1879年他還創立過李維·斯特勞斯基金，1897年曾給加州大學伯克利分校提供捐助。

## 外部連結
- Levi Strauss & Company
- Biography of Levi Strauss from the Official Levi Strauss Site.
- Levi Strauss （页面存档备份，存于） at Findagrave
- Levi's （页面存档备份，存于）
- Levi's India （页面存档备份，存于）
- Levi Strauss Museum in Buttenheim, Germany （页面存档备份，存于） （德文）
- 時裝模特指南上的李维·斯特劳斯